# Tsai Hong-tu
Tsai Hong-tu (chinesisch 蔡宏圖, Pinyin Cài Hóngtú; * 1. August 1952) ist ein taiwanischer Unternehmer und Bankier.
2004 erbte er mit dem Tod seines Vaters Tsai Wan-lin Teile von dessen Vermögen. Gemeinsam mit seinen Brüdern Tsai Cheng-da und Tsai T.Y. Tsai gehört er nach Angaben des US-amerikanischen Forbes Magazine zu den reichsten Taiwanern. Die Geschwister kontrollieren das Immobilienunternehmen Cathay Real Estate. Tsai leitet das Unternehmen Cathay Financial Holdings. Tsai ist verheiratet und hat drei Kinder.